# Karel III. Savojský
Karel III. Savojský (10. října 1486 Chazey-sur-Ain – 17. srpna 1553 Vercelli), často nazýván Karel Dobrý, byl v letech 1504 až 1553 savojským vévodou, ačkoli v roce 1536 většinu jeho země ovládla Francie.

## Život
Karel se narodil jako mladší syn Filipa Bezzemka, mladšího syna vévodské rodiny, a jeho druhé manželky Claudine de Brosse z rodiny, která si neúspěšně nárokovala Bretaňské vévodství. Jeho prarodiči byli vévoda Ludvík Savojský a Anna Kyperská. Když byl dítě, neexistovala šance, že by se stal následníkem nějaké monarchie. Byl pokřtěn jako jmenovec tehdejšího vévody, svého bratrance Karla I. „Válečníka“.

Erb savojského vévody

Když mu však bylo deset let, stal se jeho otec nástupcem svého prasynovce Karla II.; stal se vévodou a hlavou rodu Savojských, obdržel tituly království Kyperského, Jeruzalémského a Arménského. Karlův otec však nebylc celkovým dědicem zesnulého vévody, pouze mužským dědicem. Jeruzalém, Kypr a některé další nároky a bohatství mohl získat jiný dědic, a to sestra Karla II. Jolanda Luisa. Karlův otec nebyl ochoten se titulů vzdát a přijal je i s nárokem do své vlastní titulatury. Aby zajistil mužskou posloupnost, provdal Jolandu Luisu v roce 1496 za svého nejstaršího syna Filiberta.
V roce 1497 se stal Karlův nevlastní bratr Filibert otcovým nástupcem. Bezdětný Filibert však v roce 1504 ve věku 24 let neočekávaně zemřel a jeho nástupcem se stal osmnáctiletý Karel.
Karel čelil výzvám vůči jeho autoritě, včetně Philibertu Berthelierovi.
Po Jolandině smrti v roce 1499 byla práva de jure savojské rodiny na Kypr a Jeruzalém ztracena. Karel si však jako jakýsi mužský dědic připsal tituly, které užívali jeho předkové. V roce 1713 obdržel Karlův pra pra pravnuk Viktor Amadeus II. potvrzení těchto titulů od králů Španělska a Francie, kteří si je také nárokovali.
V reakci na nepokoje mezi katolíky a protestanty v Ženevě zahájil Karel v červenci 1534 překvapivý útok, jeho armáda však byla poražena. O druhé obléhání se pokusil v říjnu 1535, Karlova armáda však byla znovu poražena, když na pomoc Ženevě přijely posily z Bernu. Karel byl v rámci západní politiky, v níž bojovali francouzský král František I. a Habsburk Karel V. o nadvládu, spojencem Habsburků. V roce 1536 vtrhla Francie do Savojska a získala téměř veškerý Karlův majetek. Zbytek života strávil prakticky v exilu, závislý na soucitu příbuzných. Zemřel 17. srpna 1553 ve Vercelli ve věku 66 let. Jeho nástupcem se stal jeho jediný přeživší syn Emanuel Filibert.
V letech 1530–1536 věznil na hradě Chillon Françoise Bonivarda, hrdinu poemy anglického básníka lorda Byrona Vězeň chillonský.. 

## Manželství a potomci

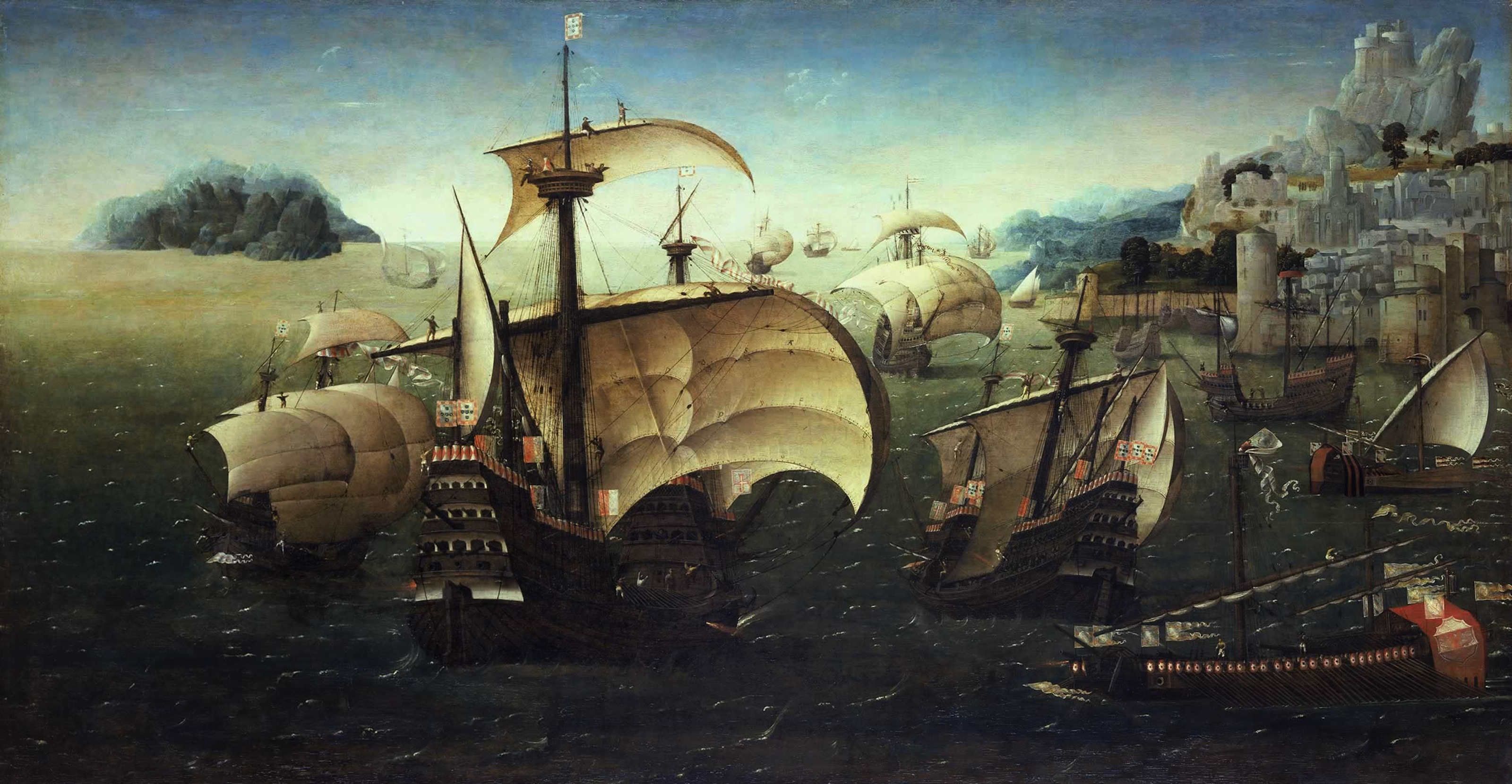
Známá karaka Santa Catarina do Monte Sinai a další portugalské lodě, vezoucí Beatrix Portugalskou v roce 1521 do Savojska

Karel se oženil s bohatou, krásnou a ambiciózní infantkou Beatrix Portugalskou (1504–1538), dcerou tehdejšího nejbohatšího evropského panovníka Manuela I. Portugalského a jeho první manželky Marie Aragonské. Beatrix byla sestřenicí i švagrovou císaře Karla V. Manželé spolu měli devět dětí, jen jedno, Emanuel Filibert, se však dožilo dospělosti:
- Adrian Jan Amadeus Savojský (19. listopadu 1522 – 10. ledna 1523)
- Ludvík Savojský (4. prosince 1523 – 26. listopadu 1536)
- Emanuel Filibert Savojský (8. července 1528 – 30. srpna 1580), vévoda savojský a v letech 1556–1559 místodržící habsburského Nizozemí, ⚭ 1559 Markéta Francouzská (5. června 1523 – 15. září 1574), vévodkyně z Berry
- Kateřina Savojská (25. listopadu 1529 – květen 1536)
- Marie Savojská (12. června 1530 – 1531)
- Isabela Savojská (květen 1532 – 24. září 1533)
- Emanuel Savojský (květen 1533)
- Emanuel Savojský (květen 1534)
- Jan Savojský (3. prosince 1537 – 8. ledna 1538)

## Vývod z předků
|                     |                        |  |                    |                                   |  |  |  |  |  |  |  | Amadeus VII. Savojský |
|                     |                        |  |                    |                                   |  |  |  |  |  |  |  |                       |
|                     | Amadeus VIII. Savojský |  |                    |                                   |  |  |  |  |  |  |  |                       |
|                     |                        |  |                    |                                   |  |  |  |  |  |  |  |                       |
|                     |                        |  |                    | Bona z Berry                      |  |  |  |  |  |  |  |                       |
|                     |                        |  |                    |                                   |  |  |  |  |  |  |  |                       |
|                     | Ludvík Savojský        |  |                    |                                   |  |  |  |  |  |  |  |                       |
|                     |                        |  |                    |                                   |  |  |  |  |  |  |  |                       |
|                     |                        |  |                    | Filip II. Burgundský              |  |  |  |  |  |  |  |                       |
|                     |                        |  |                    |                                   |  |  |  |  |  |  |  |                       |
|                     | Marie Marie Burgundská |  |                    |                                   |  |  |  |  |  |  |  |                       |
|                     |                        |  |                    |                                   |  |  |  |  |  |  |  |                       |
|                     |                        |  |                    | Markéta III. Flanderská           |  |  |  |  |  |  |  |                       |
|                     |                        |  |                    |                                   |  |  |  |  |  |  |  |                       |
|                     | Filip II. Savojský     |  |                    |                                   |  |  |  |  |  |  |  |                       |
|                     |                        |  |                    |                                   |  |  |  |  |  |  |  |                       |
|                     |                        |  |                    | Jakub I. Kyperský                 |  |  |  |  |  |  |  |                       |
|                     |                        |  |                    |                                   |  |  |  |  |  |  |  |                       |
|                     | Janus Kyperský         |  |                    |                                   |  |  |  |  |  |  |  |                       |
|                     |                        |  |                    |                                   |  |  |  |  |  |  |  |                       |
|                     |                        |  |                    | Helvisa Brunšvicko-Grubenhagenská |  |  |  |  |  |  |  |                       |
|                     |                        |  |                    |                                   |  |  |  |  |  |  |  |                       |
|                     | Anna Kyperská          |  |                    |                                   |  |  |  |  |  |  |  |                       |
|                     |                        |  |                    |                                   |  |  |  |  |  |  |  |                       |
|                     |                        |  |                    | Jan I. z La Marche                |  |  |  |  |  |  |  |                       |
|                     |                        |  |                    |                                   |  |  |  |  |  |  |  |                       |
|                     | Šarlota Bourbonská     |  |                    |                                   |  |  |  |  |  |  |  |                       |
|                     |                        |  |                    |                                   |  |  |  |  |  |  |  |                       |
|                     |                        |  |                    | Kateřina z Vendôme                |  |  |  |  |  |  |  |                       |
|                     |                        |  |                    |                                   |  |  |  |  |  |  |  |                       |
| Karel III. Savojský |                        |  |                    |                                   |  |  |  |  |  |  |  |                       |
|                     |                        |  |                    |                                   |  |  |  |  |  |  |  |                       |
|                     |                        |  | Petr II. de Brosse |                                   |  |  |  |  |  |  |  |                       |
|                     |                        |  |                    |                                   |  |  |  |  |  |  |  |                       |
|                     | Jan de Brosse          |  |                    |                                   |  |  |  |  |  |  |  |                       |
|                     |                        |  |                    |                                   |  |  |  |  |  |  |  |                       |
|                     |                        |  |                    | Markéta de Malval                 |  |  |  |  |  |  |  |                       |
|                     |                        |  |                    |                                   |  |  |  |  |  |  |  |                       |
|                     | Jan II. de Brosse      |  |                    |                                   |  |  |  |  |  |  |  |                       |
|                     |                        |  |                    |                                   |  |  |  |  |  |  |  |                       |
|                     |                        |  |                    | Vilém de Naillac                  |  |  |  |  |  |  |  |                       |
|                     |                        |  |                    |                                   |  |  |  |  |  |  |  |                       |
|                     | Jeanne de Naillac      |  |                    |                                   |  |  |  |  |  |  |  |                       |
|                     |                        |  |                    |                                   |  |  |  |  |  |  |  |                       |
|                     |                        |  |                    | Jana Turpin de Crissé             |  |  |  |  |  |  |  |                       |
|                     |                        |  |                    |                                   |  |  |  |  |  |  |  |                       |
|                     | Claudine de Brosse     |  |                    |                                   |  |  |  |  |  |  |  |                       |
|                     |                        |  |                    |                                   |  |  |  |  |  |  |  |                       |
|                     |                        |  |                    | Jan de Châtillon                  |  |  |  |  |  |  |  |                       |
|                     |                        |  |                    |                                   |  |  |  |  |  |  |  |                       |
|                     | Karel de Châtillon     |  |                    |                                   |  |  |  |  |  |  |  |                       |
|                     |                        |  |                    |                                   |  |  |  |  |  |  |  |                       |
|                     |                        |  |                    | Markéta de Clisson                |  |  |  |  |  |  |  |                       |
|                     |                        |  |                    |                                   |  |  |  |  |  |  |  |                       |
|                     | Nicole de Châtillon    |  |                    |                                   |  |  |  |  |  |  |  |                       |
|                     |                        |  |                    |                                   |  |  |  |  |  |  |  |                       |
|                     |                        |  |                    | Savary V. de Vivonne              |  |  |  |  |  |  |  |                       |
|                     |                        |  |                    |                                   |  |  |  |  |  |  |  |                       |
|                     | Isabeau de Vivonne     |  |                    |                                   |  |  |  |  |  |  |  |                       |
|                     |                        |  |                    |                                   |  |  |  |  |  |  |  |                       |
|                     |                        |  |                    | Jana d'Aspremont                  |  |  |  |  |  |  |  |                       |
|                     |                        |  |                    |                                   |  |  |  |  |  |  |  |                       |